# レゴランド・ニューヨーク
レゴランド・ニューヨーク（Legoland New York Resort）は、アメリカ合衆国ニューヨーク州オレンジ郡ゴーシェンにあるレゴブロックのテーマパーク。世界で9番目のレゴランドである。

## 概要
アメリカ合衆国での第三のレゴランドの建設地の提案は2016年に始まり、マーリン・エンターテイメンツは、ニューヨーク市、ボストン、フィラデルフィアに近いニューヨーク州ゴーシェンにリゾートを建設することを提案した。
2017年10月19日、ゴーシェンはテーマパーク計画を承認し、その6日後の2017年10月25日、マーリン・エンターテイメンツはテーマパークと250室のレゴランド・ホテルを持つレゴランド・ニューヨークを正式に開園する事を発表した。その後すぐに建設が始まった。 2019年後半に、独立記念日に合わせて、リゾートが2020年7月4日にオープンする予定であることが発表された。しかし、新型コロナウイルス感染症の影響で開園日を2021年春に延期にすることを発表した。